# Hinrich Castorp (Ratsherr)
Hinrich Castorp (* in Lübeck; † 6. Februar 1537 ebenda) war ein deutscher Ratsherr der Hansestadt Lübeck.
Hinrich Castorp war der Sohn des Lübecker Bürgermeisters Heinrich Castorp aus dessen erster Ehe. Er wurde 1530 in den Rat der Stadt gewählt. Im Zuge der Reformation in Lübeck oblag es ihm gemeinsam mit dem Ratsherrn Konrad Wibbeking den katholischen Geistlichen in der Stadt am 9. April 1530 das beschlossene Predigtverbot mitzuteilen. Er gehörte zu dem Ausschuss, der gemeinsam mit Johannes Bugenhagen die neue Kirchenordnung erarbeitet. Im Auftrage des Rates verhandelten er und der Ratsherr Konrad von Riden 1532 mit dem Lübecker Domkapitel. Im Zuge der bürgerschaftlichen Unruhen der Jürgen-Wullenweber-Zeit gehörte er zu den Ratsherren, die am 11. April 1534 aus dem Rat der Stadt ausscheiden mussten. Am 12. November 1534 trat er dem Rat wieder bei.
Castorp bewohnte das Haus der Familie in der Königstraße 42 und war seit 1532 Mitglied der Zirkelgesellschaft.